# Citadela Gazni
Citadela Gazni (ali Guznee, Gazna) je velika srednjeveška trdnjava v mestu Gazni v vzhodnem osrednjem Afganistanu. Zgrajena je bila v 13. stoletju okoli mesta Gazni, da bi tvorila obzidano mesto. 45 metrov visoka citadela dominira nad obzorjem.
Citadeli grozi uničenje zaradi številnih groženj. Že več kot polovica od 32 prvotnih stolpov citadele je bila uničenih ali močno poškodovanih, pri čemer je zrušitev enega stolpa junija 2019 posnela video kamera, in je bil posnetek objavljen na družbenih medijih, kar je sprožilo mednarodne pozive afganistanski vladi in mednarodni skupnosti, naj naredita več za ohranitev kulturne dediščine države.
Citadela je v središču mesta in v bližini glavnih cest. Pomanjkanje sredstev za pomoč pri ohranjanju najdišča, močno deževje in državljanska vojna v državi so dodatno prispevali k propadu citadele.

## Zgodovina
Leta 962 je turški suženjski poveljnik Samanidskega cesarstva Alp-Tegin napadel Gazni in citadelo oblegal štiri mesece. Mesto je iztrgal vladarju Lavika, Abu Bakru Lavika. Alp-Tegina je med tem osvajanjem spremljal Sabuktigin.
Leta 1839 je bila citadela prizorišče bitke pri Gazniju med prvo anglo-afganistansko vojno, ko so britanske čete vdrle in zavzele citadelo. V naslednjih desetletjih vojn je bila priča nadaljnjemu nasilju.
14. junija 2019 se je zaradi močnega dežja in morebitne malomarnosti vlade zrušil stolp.

## Grožnje
Stara citadela Gazni je v vse slabšem stanju. Številni stolpi in obzidje trdnjave se rušijo. Desetletja vojne in stalna politična nestabilnost v Afganistanu so prispevala k propadanju trdnjave. Vojna in pomanjkanje sredstev sta ovirala prizadevanja za obnovo.

## Galerija
- Britansko-indijske čete med prvo afganistansko vojno napadejo citadelo, 1839
- Slika Jamesa Atkinsona z utrdbo Gazni v ozadju minaretov Gazni, 1839
- Citadela Ghazni leta 1939
- Zid citadele Ghazni, 1939–1940
- Okrogli stolpi v obzidju, 1939–1940
- Citadela Ghazni, pogled iz budističnega samostana Tepe Sardar
- Pogled iz zraka na citadelo leta 2011